# مروان كمال
مروان راسم كمال إسماعيل (أبو إياد؛ 27 يونيو 1933 – ) سياسي وأكاديمي فلسطيني أردني من مدينة طولكرم الفلسطينية، شغل منصب وزير الزراعة الأردني الأسبق، وهو عضو سابق في مجلس الأعيان الأردني.

## نشأته وتحصيله العلمي
نشأ مروان راسم كمال إسماعيل في مدينة طولكرم بالضفة الغربية، وتلقى تعليمه الابتدائي والإعدادي والثانوي في مدارس المدينة، وأنهى الثانوية في المدرسة الفاضلية التاريخية بالمدينة. رغم أن مروان كمال نشأ طيلة حياته في مدينة طولكرم إلا أن مكان ولادته كان بلدة عنبتا المجاورة للمدينة، حيث كانت عائلته قد انتقلت للسكن الدائم في مدينة طولكرم حينما كان طفلٌ رضيعًا بعمر أربعين يومًا.
درس مروان كمال في الجامعة الأمريكية ببيروت لمدة عامين، ثم عمل معلمًا للثانوية في البحرين لمدة عام، وبعدها عاد إلى طولكرم، ثم غادر إلى الولايات المتحدة الأمريكية، حيث حصل هناك على درجة البكالوريوس في الكيمياء من جامعة روزفلت عام 1955، وعلى درجة الماجستير في الكيمياء من جامعة دي بول عام 1958، ثم حصل على درجة الدكتوراه في الكيمياء من جامعة بيتسبرغ عام 1961، وعلى درجة الماجستير في إدارة الأعمال من جامعة مينيسوتا عام 1969.

## حياته الشخصية
والده هو راسم كمال والذي كان عضوٌ في مجالس بلدية طولكرم منذ عام 1959 وحتى 26 أبريل 1974. مروان كمال تزوج في عام 1963، ولديه ولدان وابنتان.

## أبرز مناصبه
- أستاذ الكيمياء ثم عميد لعدة كليات في جامعة الملك فهد للبترول والمعادن في السعودية، خلال الفترة منذ عام 1967 وحتى عام 1977.[3]
- أستاذ الكيمياء ثم عميد لكلية العلوم وكلية الزراعة في الجامعة الأردنية، خلال الفترة منذ عام 1977 وحتى عام 1984.[3]
- أول رئيس لجامعة البحرين، منذ عام 1987 وحتى عام 1991، بموجب تكليفه من قبل أمير البحرين.[6]
- وزير الزراعة الأردني، عام 1993، في حكومة عبد السلام المجالي الأولى.[7]
- رئيس جامعة اليرموك الأردنية، منذ عام 1994 وحتى عام 1998.[3]
- الأمين العام المنتخب لاتحاد الجامعات العربية، منذ عام 1998 وحتى عام 2005.[3]
- الرئيس المنتخب لاتحاد الجامعات العربية الأوروبية، منذ عام 2002 وحتى عام 2014.[8]
- رئيس جامعة فيلادلفيا الأردنية، منذ عام 2005 وحتى 30 أبريل 2013، ومنذ 1 يوليو 2014 وحتى 31 يناير 2015.[9]
- عضو مجلس الأعيان الأردني الثاني والعشرون، منذ 29 نوفمبر 2007 وحتى 17 ديسمبر 2009.[10]
- عضو مجلس الأمة الأردني، منذ 29 نوفمبر 2007 وحتى 17 ديسمبر 2009.
- رئيس مجلس أمناء الجامعة الهاشمية بالأردن.[11]

## أوسمة
- وسام الكوكب الأردني من الدرجة الأولى.[3][12][13]
- وسام جوقة الشرف الفرنسي من رتبة فارس.[3][12][13]